# زاريا (مدينة)
زاريا (بالإنجليزية: Zaria)‏ مدينة في ولاية كادونا في شمال نيجيريا. كانت تسمى في الماضي زازو وكانت واحدة من سبع مدن تقيم فيها قبائل الهوسا. تجاوز عدد سكان زاريا سنة 2007 المليون نسمة. أميرها الحالي هو شيهو إدريس. في مسيرة يوم القدس العالمي سنة 2014 م، قتلت الشرطة والجيش النيجيري 33 شخصا بينهم ثلاثة من أبناء الشيخ إبراهيم زكزكي، وهذا الحادث جعل زاريا في صدر أنباء العالم لمدة وخاصة الإعلاميين الإسلاميين.

## المعلومات عامة
زاريا، من مدن محافظة كادونا شمالي نيجريا التي تقع على بعد 250 كم بالنسبة إلى عاصمة نيجيريا (أبوجا). ومساحتها 300 كم مربع وعدد النسمة فيها 1,018,827 سنة 2007م. تقع جامعتي أحمد و بِلو (أسست سنة 1962) في هذه المدينة وهما من أكبر الجامعات النيجرية. تبرز إسهامات الجامعة في مجالات الزراعة والعلوم والاقتصاد والطب.
كانت زاريا في الماضي عاصمة لمملكة الهوسا في منطقة زاريا. دخلها الإسلام في أواخر القرن الخامس عشر و بفضلها دخل الإسلام إلى العديد من المدن المجاورة بالتزامن مع ازدهار التجارة بين تلك المدن. وما بين القرن الخامس عشر والسادس عشر خضعت لإمبراطورية سونغاي. وفي عام 1805 استولت عليها قبيلة فولا. احتل البريطانيون المدينة عام 1901 بقيادة فريدريك لوغارد.

## أبرز الشخصيات
من أبناء المدينة المشهورين: شولا أميوبي لاعب كرة قدم محترف في إنجلترا – ريلوانو لقمان وزير النفط الحالي والرئيس السابق للأوبك – نامادي سامبو نائب ريس نيجيريا الحالي. الشيخ إبراهيم زكزكي.

## أعلام
- شولا أميوبي
- يونومي موساكو
- إسحاق بروميس
- ويل شارب
- كينغسليو أومونجبو